# Кольер, Джон (писатель)
Джон Ко́льер (англ. John Collier; 3 мая 1901 — 6 апреля 1980) — британский писатель, поэт, сценарист.
Кольер начал свой творческий путь и выпустил первые книги в Англии, а с 1935 жил в Голливуде. Писал в основном для кино и телевидения. В конце жизни он писал: «Иногда я удивляюсь, как такой третьеразрядный писатель смог выдать себя за второразрядного».
Кольера помнят благодаря его рассказам, парадоксальным по сюжету, часто фантастическим, использующих черный юмор. Его мастерством восхищались Энтони Берджесс, Рэй Брэдбери, Нил Гейман.

## Премии и награды
- 1952, International Fantasy Award, Художественная проза (Fiction) за «Fancies and Goodnights» (1951)